# 广州大剧院
广州大剧院，曾名广州歌剧院，位于中国广州市珠江新城珠江西路1号，总建筑面积7.1万平方米。

## 介绍

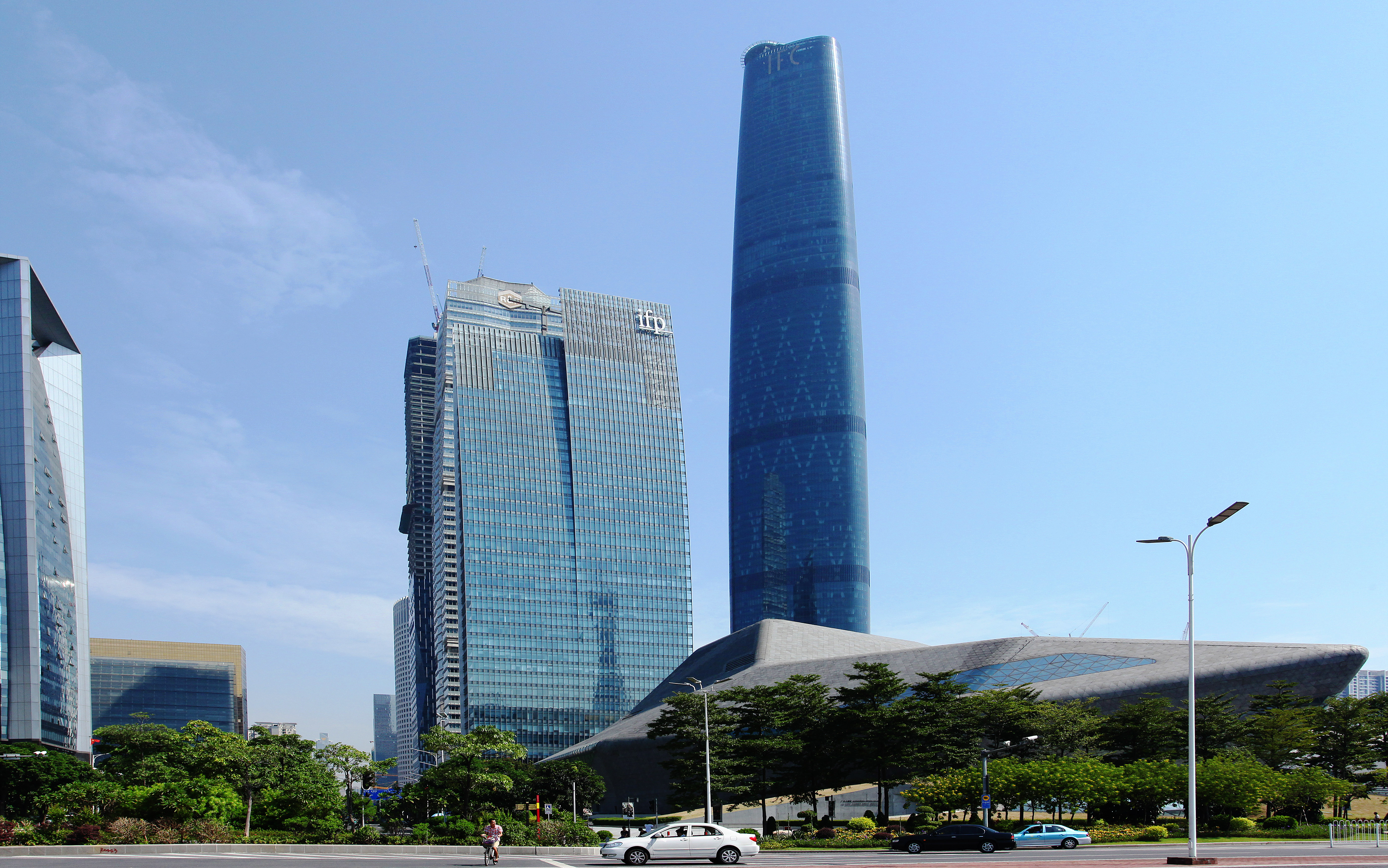
广州大剧院西南侧景观

工程由英籍伊拉克女建筑师扎哈·哈迪德设计，其外形独特，犹如一山丘上置放两块大小不同的石头，而被称为“双砾”。剧院由大剧场和多功能剧场两个单体组成，总投资13.8亿元人民币。总占地面积42393平方米，总建筑面积71197平方米，其中大剧场36400平方米，多功能剧场7400平方米，其它辅助设施26100平方米。大剧场（大石头）地上7层，地下1层，局部4层，层高4.5至6米，楼高43.4米，包括1800座的大剧场及其配套的备用房、剧务用房、演出用房、行政用房、录音棚和艺术展览厅等。多功能剧场（小石头）地上4层，地下1层，层高5米，楼高22.7米，包括400座的多功能剧场及配套餐厅。工程于2005年1月18日动工建设，计划2009年10月基本完工，次年5月投入使用。
广州大剧院工程以“代建制”的形式，由广州市人民政府交由广州市建筑集团有限公司代建，负责工程招投标等工作，广州市文化局则是业主单位。
2011年2月25日至28日，设计师扎哈·哈迪德首次到访大剧院。

## 工程造价
广州大剧院规划工程总造价（不含地价）约8.5亿元人民币，当时已有不少人持保留意见，认为广州大剧院修建起来后其真实造价可能会高于预计投资额。至2004年大剧院动工兴建时，估算其工程总造价已至约10亿元。截至2009年，大剧院的总投资追加至13.8亿元。巨额的投资，招致大量的反对声音，也使广州大剧院的建设一度被指为“烧钱形象工程”。有报道指出，广州大剧院招投标存在黑幕。

## 改名
2010年4月，时任广州市宣传部部长指，“广州歌剧院”因其名称与其实际的规模和完善的功能相比，存在局限性，它是目前中国华南地区最先进、最完善和最大的综合性表演艺术中心，而不仅仅演出歌剧，因此拟正式定名为“广州大剧院”。5月，广州歌剧院被改名为“广州大剧院”，但引来众多反对声音。

## 公共交通
- 珠江新城旅客自动输送系统大剧院站